# Vad vet mamma om kärlek?
Vad vet mamma om kärlek? (eng:The Reluctant Debutante) är en amerikansk långfilm från 1958 regisserad av Vincente Minnelli.
Filmen bygger på en pjäs med samma namn skriver av William Douglas-Home. Den hade gjort succé i London och producenten Pandro S. Berman såg till att pjäsen bearbetades till ett filmmanus. I den versionen utspelar sig filmen i USA, men Vincente Minnelli gillade inte manuset.
Producenten tog kontakt med Rex Harrison och Kay Kendall (som då var gifta med varandra), och de accepterade att spela de ledande rollerna. Inte heller de gillade manuset, så regissören lovade att göra en hel del ändringar. Kontakt togs med William Douglas-Home, och det bestämdes att man skulle börja om från början. Det var ont om tid eftersom Rex Harrison inom kort skulle spela i My Fair Lady i London.
Filmen spelades in i Paris, och man gjorde så att författaren den ena dagen gjorde de ändringar i manuskriptet som Harrison krävt, och sedan levererade sidorna till regissören, som dagen efter spelade in de scenerna.
Kay Kendalls aftonklänningar designades av Pierre Balmain.
En nyinspelning av pjäsen gjordes 2003, och den filmen fick namnet Allt en tjej vill ha.

## Skådespelare
- Rex Harrison - Jimmy Broadbent
- Kay Kendall - Sheila Broadbent
- John Saxon - David Parkson
- Sandra Dee - Jane Broadbent
- Angela Lansbury - Mabel Claremont
- Peter Myers - David Fenner